# Paulette Capliez
Paulette Capliez (née dans le 18e arrondissement de Paris le 6 juin 1922 et morte le 20 avril 2019 dans le 12e arrondissement de Paris) est une résistante française, militante communiste, membre du Conseil national de l’Union des jeunes filles de France (UJFF) et de l’Union de la jeunesse républicaine de France (UJRF), membre de la Fédération nationale des déportés et internés résistants et patriotes (FNDIRP), ancienne internée du camp de Choisel et membre de l’Amicale Châteaubriant-Voves-Rouillé-Aincourt.

## Biographie
Paulette Bouchoux est née le 6 juin 1922 de parents originaires du Morvan. Son père, Jean Bouchoux (1887-1945), travaille à Paris comme cheminot ; c'est un ancien combattant de la Première Guerre mondiale dont il est revenu éprouvé physiquement et psychiquement. Sa mère, Berthe Louise Guyot (1864-), est femme de ménage. Elle a une sœur plus âgée d'un an, Georgette Bouchoux-Goujon (1921-2006).
Paulette Bouchoux fréquente l'école primaire. Après avoir obtenu le certificat d'études, elle travaille, dès l'âge de quatorze ans, comme couturière chez un patron dans le Quartier de la Madeleine.
Les deux sœurs rejoignent la Fédération sportive et gymnique du travail (FSGT ), proche du Front populaire.
Elles s'engagent dans le soutien aux Républicains espagnols, collectent, dès 1936, de l’argent puis des boîtes de lait pour eux.
À la déclaration de la Seconde guerre mondiale, le père est réquisitionné en tant que cheminot et envoyé à Bordeaux. Après l'armistice, en 1940, la famille séjourne un temps dans le Morvan chez les grands-parents puis rentre à Paris.

### La résistance
Paulette et Georgette Bouchoux commencent à diffuser des tracts et coller des affichettes avec les mots d’ordre communistes. Elles participent à la manifestation du 11 novembre 1940. Elles sont arrêtées sur dénonciation le 28 décembre 1940 et conduites au dépôt du Palais de Justice. Leur père vient les voir, il semble très atteint par l’événement. Il se suicidera à la Libération, avant que Paulette ne puisse le revoir. 
Elles sont transférées à la prison de la Petite Roquette et jugées en correctionnelle. Elles sont défendues par l'avocat Michel Rolnikas qui sera arrêté en juin 1941 et fusillé le 20 septembre 1941 au Mont Valérien. Pour ces deux procès perdus d'avance, leur mère débourse la somme de 4737,76 francs, soit 4 mois de salaire d'un ouvrier. Georgette Bouchoux est condamnée à trois mois de prison et Paulette Bouchoux à six mois. 
À la fin de sa peine, alors que sa mère et ses amies l'attendent devant la prison, Paulette Bouchoux est conduite à la Préfecture et renvoyée aussitôt à la Roquette comme internée administrative, une des premières. Elle fait partie d'un convoi de 48 femmes transférées à Châteaubriant, au camp de Choisel en Loire Atlantique, le 16 septembre 1941. Elle sympathise avec Marguerite Fabre, Odette Nilès-Lecland, Jeanine Bernardon, qui est une agente de liaison de Gabriel Péri, Marie Bréchet, Andrée Vermeersch, Yvette Semard, Margot Fabre et Hélène Mabille. Elles forment un groupe inséparable, surnommé les Bistouillardes par les hommes du camp et resteront ensemble durant la durée de leur détention. À plusieurs reprises, les Allemands prélèvent des otages dans le camp de Choisel dont la plupart sont fusillés, parmi eux, Guy Môquet, fusillé en 1941. Paulette Bouchoux témoigne des neuf otages de la Blisière fusillés en décembre de la même année.
Le 11 mai 1942, 60 femmes dont les Bistouillardes quittent le camp de Choisel pour celui d’Aincourt. Elle sera encore transférée dans d'autres camps : Gaillon, la Lande et Poitiers jusqu'à sa libération, après 48 mois, le 28 août 1944. Durant sa détention, elle tente de s'évader avec Jeannine Bernardon, mais elles échouent.

### L'après-guerre
À la Libération, Paulette Bouchoux s'engage plus activement dans le militantisme au sein du Parti communiste français. Elle devient propagandiste du Mouvement des jeunes communistes aux côtés d'Odette Roux. Fin octobre 1944, elle suit l'école du Parti à Rennes, pendant deux mois, à la suite de quoi elle rentre à Paris et rejoint l'Union des jeunes filles de France, à la reconstitution de laquelle elle participe activement avec, entre autres, Josette Cothias, Odile Arrighi et Madeleine Vincent. En septembre 1945, elle est affectée au comité parisien de l’Union de la jeunesse républicaine de France (UJRF) où elle est la seule femme. 
En avril 1947, Paulette Bouchoux épouse Robert Capliez (1917-), un militant communiste de la RATP.  Le couple s'installe dans le 18e arrondissement et a deux filles, Claudine et Françoise Capliez, nées en 1948 et 1952. 
À la suite de problèmes de santé personnels et, ensuite, de son mari, atteint de la maladie d'Alzheimer, Paulette Capliez réduit son activité politique. Un certain désaccord avec la ligne du parti, concernant notamment l'intervention soviétique en Hongrie et la répression du Printemps de Prague contribuent aussi à sa prise de distance.
Après le décès de son mari, en 1984, elle se consacre essentiellement aux associations d’anciens internés et déportés. Elle est membre de la Fédération nationale des déportés et internés résistants et patriotes (FNDIRP) et administratrice de l’Amicale Châteaubriant-Voves-Rouillé-Aincourt,.
Après une fracture du col du fémur, elle meurt le 20 avril 2019. Elle est incinérée au crématorium du Père Lachaise le 30 avril. Un hommage lui est rendu le 5 mai au pied de la stèle du camp de Choisel. Elle était la dernière survivante de ce camp, avec Odette Nilès.

## Distinction
- Chevalier de la Légion d'honneur (2002)[7]